# François-Henri Pinault
François-Henri Pinault (Rennes, França, 28 de maio de 1962) é um empresário francês, atual presidente de um conglomerado de marcas de luxo, filho e herdeiro de François Pinault. Ele é considerado um dos homens mais ricos do mundo, com uma fortuna familiar estimada em 18 de agosto de 2018 em US$ 30,5 bilhões.

## Vida profissional
Estudou na Escola de Altos Estudos Comerciais de Paris, HEC Paris, onde adquiriu conhecimentos para trabalhar nas empresas de seu pai. Em 1989, tornou-se gerente geral da France Bois Industries, depois da Pinault Distribution.
Em 1993 foi trabalhar no exterior (África, DOM-TOM). Em 1997, foi nomeado diretor-geral da Fnac. Em março de 2005, deu um grande salto ao ser nomeado presidente da Pinault-Printemps-Redoute (PPR), em substituição ao pai. Em 20 de junho de 2007, assumiu a presidência do conselho de administração da empresa alemã de equipamentos desportivos Puma, após esta ter sido adquirida pelo grupo PPR através da sua subsidiária Sapardis.